# Lindo pero bruto
"Lindo pero bruto"  es una canción de la cantante mexicana Thalía y la cantante argentina Lali, del decimocuarto álbum de estudio de Thalía, Valiente (2018). Fue escrita y producida por Andrés Castro, Edgar Barrera, DalePlay, Oscarcito y Patrick Romantik, fue lanzado por Sony Music Latin como el cuarto sencillo del álbum el 29 de enero de 2019.
En 2020, la canción fue nombrada por la revista Billboard como una de las mejores colaboraciones exclusivamente femeninas de la música latina.

## Antecedentes
Los rumores de una colaboración entre los dos cantantes comenzaron en marzo de 2018, mientras Lali promocionaba su sencillo "100 Grados" en México. Allí publicó un video en sus Instagram Stories en el que reconoció a Thalía, diciendo: "Esta historia es particularmente para Thalía, quien me siguió hace un tiempo y me emocionó mucho. Entonces, mientras estoy en México, Quiero mandarte un beso enorme y decirte que eres la mejor." En octubre de 2018, previo al lanzamiento de Valiente, se filtró la canción, lo que hizo que Lali confirmara los rumores diciendo: “¡Después de lo que pasó, puedo confirmar que estoy cantando una canción con Thalía!”, y agregó que “[es] el honor más grande del mundo y solo les digo una cosa: #LPB, Lindo Pero Bruto. ¡Se acerca un éxito mundial con la reina Thalía!" Thalía admitió que si bien chismeando en Instagram, se topó con una foto de Lali en México y le envió un mensaje directo diciéndole: "¡Hagamos un hit mundial!"
"Lindo Pero Bruto" es una canción dedicada a esos hombres que hablan lo que dicen pero no caminan, no ofrecen mucho o solo sirven para una cosa. La canción tiene ha sido descrito como "reggaeton se encuentra con música pop, muy listo para bailar y seguramente algo que a las radios latinas y a los clubes latinos les encantará escuchar por igual". Jeff Benjamin de Forbes La revista describió la canción como "un reggaetón vibrante pero juguetón pero poderoso".

## Vídeo musical
Dirigido por Daniel Durán, el video musical hizo su estreno oficial en el programa de televisión estadounidense ¡Despierta América! la mañana del 29 de enero de 2019. En el video musical "color caramelo" de "Lindo Pero Bruto", ambos cantantes dan vida a un mundo inspirado en Barbie lleno de muchos colores neón, dulces y muñecas. Thalía y Lali interpretan a dos pensadoras que se encuentran en un laboratorio creando una máquina futurista para construir un prototipo masculino, es decir, el hombre perfecto. Sin embargo, son ellos quienes se convierten en muñecos.
El video musical recibió una nominación a Mejor Video en los Heat Latin Music Awards 2020.

### Audiencia del vídeo
El rodaje duró alrededor de 15 horas y tuvo lugar en Nueva York. Según los cantantes, hacía mucho frío en la ciudad y Lali tuvo que filmar en corto y camiseta. En entrevista con Forbes , Thalía dijo: "Tenía [la idea] desde hace mucho tiempo y siempre quise hacer un video inspirado en la película de los años 80 Weird Science y Siempre quise crear mi propia muñeca y llevarla a un mundo de dulces de plástico, fantástico, rosa neón y azul. Cuando escuché esta canción, pensé "¡boom!" ¡la idea de tantos años ha aterrizado! Y le pregunté a Lali. , ella dijo que sí, y eso completó el círculo. A partir de enero de 2020, el video ha sido visto alrededor de 75 millones de veces en YouTube y reproducido más de 25 millones de veces en Spotify.

## Actuaciones en vivo
Thalía y Lali interpretaron juntas la canción por primera vez en la Edición 31 de Premios Lo Nuestro, donde Natti Natasha se unió a ellas para interpretar "No me acuerdo ". Alejandra Torres de la revista Hola! eligió la “explosiva” actuación como uno de los momentos más memorables de la noche.

## Controversia
Como sugiere el título, la letra feminista de la canción desafía la cultura machista que todavía prospera en muchos países, causando un poco de controversia en aquellos lugares. Algunas personas han interpretado el sencillo por contener un mensaje anti-male. Sin embargo, Thalía admitió que en realidad es una canción que habla sobre el empoderamiento cualquiera que la escuche, especialmente las mujeres. En entrevista con ¡Despierta América!, cuando le preguntaron qué pasaría si un hombre le dijera a una mujer que es "linda pero tonta", la cantante respondió: "Cuántos siglos, cuántos años han pasado". Ha pasado para que exista una canción como esta, realmente como mujeres hemos vivido tantas décadas en las que los roles han sido todo lo contrario, y ahora es un momento en el que las cosas se dicen como son, no hay filtro. Creo que las mujeres de hoy estamos más unidas, más sólidas que nunca en todos los aspectos: político, artístico, religioso, social. Y creo que es hora de divertirnos, de decir lo que pensamos".

## Personal
Créditos adaptados de Tidal.
- Thalía Sodi– voz, productora ejecutiva
- Lali Espósito– voz
- Edgar Barrera– productor, compositor
- Andrés Castro– productor, compositor
- Oscarcito– productor, composición
- DalePlay– productor, compositor
- Patrick Romantik– productor, compositor
- Armando Ávila– productor ejecutivo, ingeniero, ingeniero de grabación
- Tommy Mottola– productor ejecutivo
- Karina Pagán– Coordinadora de A&R
- Alex Gallardo– Director de A&R
- Isabel De Jesús – Directora de A&R
- Adriana Muñoz– asistente de producción
- Pablo Arraya– ingeniero
- Emilio Ávila– director ejecutivo
- Felipe Tichauer– ingeniero de masterización, ingeniero de grabación
- Luis Barrera– ingeniero de mezcla

## Posicionamiento en listas

### Listas semanales
| Lista (2019)                       | Mejor posición |
| ---------------------------------- | -------------- |
| Argentina (Argentina Hot 100)      | 21             |
| Argentina (Monitor Latino)         | 11             |
| Bolivia (Monitor Latino)           | 10             |
| Ecuador (National-Report)          | 64             |
| El Salvador Pop (Monitor Latino)   | 13             |
| Honduras Pop (Monitor Latino)      | 5              |
| Mexico Espanol Airplay (Billboard) | 14             |
| México Pop (Monitor Latino)        | 15             |
| Puerto Rico Pop (Monitor Latino)   | 16             |
| Estados Unidos (Latin Pop Airplay) | 32             |
| Venezuela Pop (Monitor Latino)     | 18             |

### Litas de fin de año
| Listas (2019)                    | Posición |
| -------------------------------- | -------- |
| Argentina (Monitor Latino)       | 36       |
| Honduras Pop (Monitor Latino)    | 26       |
| Puerto Rico Pop (Monitor Latino) | 78       |
| Venezuela Pop (Monitor Latino)   | 62       |